# Icaronycteris
Icaronycteris (Jepsen, 1966) è l'unico genere di pipistrelli della famiglia degli Icaronitteridi vissuto durante l'Eocene negli Stati Uniti d'America, in Europa e in India, probabilmente tra i primi microchirotteri apparsi sul pianeta.

## Descrizione

### Dimensioni
Al genere Icaronycteris appartenevano pipistrelli di piccole dimensioni, con un'apertura alare approssimativamente di 30 cm, la lunghezza della testa e del corpo di circa 14 cm, una lunga coda e un peso tra 10 e 16 g.

### Aspetto
L'orecchio interno presentava una bolla timpanica ben sviluppata, caratteristica presente nei pipistrelli che utilizzano l'ecolocazione. Il cranio era più grande ed elevato posteriormente, con le orbite piccole e senza processi post-orbitali. La dentatura era poco specializzata e fornita di un elevato numero di denti, i quali erano piccoli ed orientati verticalmente. La struttura scheletrica era meno rigida degli attuali chirotteri, le ossa cervicali erano delicate, come gran parte della struttura ossea anteriore, dalla scapola alla clavicola. La morfologia esterna era alquanto primitiva, con un artiglio robusto presente sul secondo dito della mano ed unghie vestigiali sugli altri tre, l'assenza dell'uropatagio e del calcar e gli arti inferiori corti e gracili. 

## Periodo geologico e distribuzione
Il genere fu descritto in base ad uno scheletro ben conservato rinvenuto nel Wyoming e risalente all'inizi dell'Eocene, nel periodo Ypresiano, circa 53 milioni di anni fa. Successivamente altri tre scheletri furono ritrovati nella stessa località, mentre denti isolati probabilmente appartenenti a questo genere e risalenti al tardo Paleocene estenderebbero il periodo di apparizione di altri tre milioni di anni. La prima forma descritta, I.index è correntemente riconosciuta come aver vissuto nell'America settentrionale, mentre le altre due, I.menui e I.sigei, avrebbero popolato l'Europa e l'India rispettivamente.

## Biologia

### Alimentazione
All'interno di alcuni fossili sono state ritrovate anche parti di falene, il che fa supporre una dieta già insettivora.

## Tassonomia
Il genere comprendeva 3 specie.
- I.index † (Jepsen, 1966), Stati Uniti d'America occidentali;
- I.menui † (Russel & Al., 1973), Francia;
- I.sigei † (Smith & Al., 2007), stato indiano del Gujarat.